# Rainn Wilson
Rainn Dietrich Wilson, född 20 januari 1966 i Seattle, Washington, är en amerikansk skådespelare, författare och producent. Wilson är mest känd för sin roll som Dwight Schrute i den amerikanska versionen av den brittiska TV-serien The Office.

## Filmografi

### Filmer
| År   | Titel                             | Roll                            | Notering        |
| ---- | --------------------------------- | ------------------------------- | --------------- |
| 1999 | Galaxy Quest                      | Lahnk                           | Filmdebut       |
| 2000 | Almost Famous                     | David Felton                    |                 |
| 2001 | America's Sweethearts             | Dave O'Hanlon                   |                 |
| 2002 | Full Frontal                      | Brian                           |                 |
| 2003 | House of 1000 Corpses             | Bill Hudley                     |                 |
| 2003 | BAADASSSSS!                       | Bill Harris                     |                 |
| 2005 | The Life Coach                    | Dr. Watson Newmark              |                 |
| 2005 | Sahara                            | Rudi Gunn                       |                 |
| 2006 | Mitt super-ex                     | Vaughn Haige                    |                 |
| 2007 | The Last Mimzy                    | Larry White                     |                 |
| 2007 | Juno                              | Rollo                           |                 |
| 2008 | The Rocker                        | Robert 'Fish' Fishman           |                 |
| 2009 | Monsters vs. Aliens               | Gallaxhar                       | Röst            |
| 2009 | Transformers: De besegrades hämnd | Professor Colan                 | Cameo           |
| 2010 | Super                             | Frank D'Arbo / The Crimson Bolt |                 |
| 2011 | Hesher                            | Paul Forney                     |                 |
| 2011 | Peep World                        | Joel Meyerwitz                  |                 |
| 2013 | The Stream                        | Adult Ernest                    |                 |
| 2013 | Uncanny                           | Castle                          |                 |
| 2014 | Cooties                           | Wade                            | Post-produktion |
| 2018 | The Meg                           | Jack Morris                     |                 |

### Television
| År        | Titel                                           | Roll                       | Notering |
| --------- | ----------------------------------------------- | -------------------------- | --- |
| 1997      | One Life to Live                                | Casey Keegan               | Okända episoder |
| 2000      | The Expendables                                 | Newman                     | TV-film |
| 2001      | Förhäxad                                        | Kierkan                    | Episod: "Coyote Piper" |
| 2001      | When Billie Beat Bobby                          | Dennis Van De Meer         | TV-film |
| 2001      | Dark Angel                                      | Phil                       | Episod: "I and I Am a Camera" |
| 2001      | CSI: Crime Scene Investigation                  | Kille i affär              | Episod: "The Strip Strangler" |
| 2002      | Law & Order: Special Victims Unit               | Vaktmästare                | Episod: "Waste" |
| 2003      | Monk                                            | Walker Browning            | Episod: "Mr. Monk Goes to the Ballgame" |
| 2003–2005 | Six Feet Under                                  | Arthur Martin              | 13 episoder Screen Actors Guild Award för bästa ensemble i dramaserie |
| 2005      | Numb3rs                                         | Martin Grolsch             | Episod: "Vector" |
| 2005      | Entourage                                       | R. J. Spencer              | Episod: "I Love You Too" |
| 2005–2013 | The Office                                      | Dwight Schrute             | 201 episoder Screen Actors Guild Award för bästa ensemble i komediserie Nominerad-Primetime Emmy Award för bästa manliga biroll i komediserie Nominerad-Screen Actors Guild Award för bästa ensemble i komediserie Nominerad-Screen Actors Guild Award för bästa ensemble i komediserie Nominerad-Screen Actors Guild Award för bästa ensemble i komediserie Nominerad-Screen Actors Guild Award för bästa ensemble i komediserie |
| 2007      | Saturday Night Live                             | Värd                       | Episod: "Rainn Wilson/Arcade Fire" |
| 2008      | Tim and Eric Nite Live!                         | Psykisk                    | Episod: "1.8" |
| 2008-2010 | Tim and Eric Awesome Show, Great Job!           | Olika roller               | 5 episoder |
| 2009      | Reno 911!                                       | Calvin Robin Tomlinson     | Episod: "Digging with the Murderer" |
| 2010      | Family Guy                                      | Dwight Schrute             | Röst, Episod: "Excellence in Broadcasting" |
| 2012      | Rove LA                                         | Sig själv                  | Episod: "Rainn Wilson/Sarah Wayne/The Miz" |
| 2013      | The High Fructose Adventures of Annoying Orange | Dr. Po                     | Röst; Episod: "Orange James Orange" |
| 2013      | Comedy Bang! Bang!                              | Sig själv                  | Episod: "Rainn Wilson Wears a Short Sleeved Plaid Shirt & Colorful Sneakers" |
| 2014      | Backstrom                                       | Detektiv Everett Backstrom | Pilot. Serie på 13 delar har premiär 22 januari 2015. |
| 2014      | Adventure Time                                  | Rattleballs                | Episod: "Rattleballs" |